# Temple d'Artémis à Éphèse
Pour les articles homonymes, voir Artémision.
Le temple d'Artémis à Éphèse ou l'Artemision d'Éphèse (ouest de l'actuelle Turquie) (en grec Ἀρτεμίσιον / Artemísion, en latin Artemisium) est dans l'Antiquité l'un des plus importants sanctuaires d'Artémis, déesse grecque de la chasse et de la nature sauvage. Il était considéré dans l'Antiquité comme la quatrième des Sept Merveilles du monde.

## Histoire
Sur l'emplacement d'un sanctuaire plus ancien, un temple est bâti vers -560 par Théodore de Samos, Chersiphron et Métagénès et financé par le roi Crésus de Lydie. Ses dimensions colossales (137,74 m de longueur et 71,74 m de largeur) et la richesse de sa décoration expliquent sa mention dans seize des vingt-quatre listes des Sept Merveilles du monde qui nous sont parvenues. Il est incendié volontairement en -356 par le berger Érostrate, qui veut se rendre célèbre en détruisant le temple. Son nom sera donné au complexe d'Erostrate qui pousse les gens à tout pour être reconnus  (d'après Cicéron dans son traité De divinatione,[réf. à confirmer], cet incendie eut lieu le jour de la naissance d'Alexandre le Grand soit le 21 juillet -356). Un second temple est bâti au milieu du IVe siècle avant notre ère sur le même plan. Théophraste a écrit dans Histoire des plantes que les portes à son époque sont faites en bois de cyprès, expliquant au passage la qualité de sa conservation. Le temple est pillé et incendié par les Goths en 263 : « Respa, Veduc et Thuruar, chefs des Goths, prirent le bateau et traversèrent le détroit de Hellespont en Asie. Là, ils détruisirent de nombreuses villes populeuses et incendièrent le temple renommé de Diane/Artémis à Ephèse ». Ce temple est également considéré comme un des premiers établissements bancaires au monde : « le sanctuaire disposait de ses propres finances et faisait fonction de banque. Il était inviolable et le droit d'asile, accordé à ceux qui se plaçaient sous sa protection ». Les ruines d'Éphèse se trouvent aujourd'hui dans la partie sud-ouest de la ville turque de Selçuk, à cinquante kilomètres au sud d'Izmir.

### Emplacement
Le site sacré d'Éphèse est beaucoup plus ancien que l'Artemision. Pausanias le Périégète décrit, au IIe siècle avant notre ère, le sanctuaire d'Artémis comme très ancien. Il affirme avec certitude qu'il est bien antérieur à l'époque de l'immigration ionienne dans la région d'Éphèse, et plus ancien même que le sanctuaire de l'oracle d'Apollon à Didymes. Il dit que les habitants pré-ioniques de la ville étaient lélèges et lydiens. Cette version est confirmée en 1908 par des fouilles menées par D.G. Hogarth qui ont permis d'identifier trois temples successifs construits sur le même emplacement que le temple d'Artémis à Éphèse. De secondes fouilles en 1987-1988 ont également confirmé la version que donne Pausianas de l'histoire précédant la construction du temple d'Éphèse. Callimaque, dans son Hymne à Artémis, attribue l'origine de la téménos d'Éphèse aux Amazones, dont il imagine déjà un culte centré sur une icône (Bretas) :

« Les belliqueuses Amazones t'élevèrent, jadis une statue, sur le rivage d'Éphèse, au pied du tronc d'un hêtre ; Hippô accomplit les rites et les Amazones, reine Oupis, autour de ton image dansèrent d'abord la danse armée, la danse des boucliers, puis développèrent en cercle leur ample chœur ; [...] Autour de cette statue, plus tard, on construisit un vaste sanctuaire ; la lumière du jour jamais n'en éclaira de plus digne des dieux ni de plus opulent […] »

— Callimaque , Hymnes III à Artémis v. 237-250
Le site d'Éphèse est occupé dès l'âge du bronze, et le premier temple construit sur l'emplacement même du temple d'Éphèse l'a été dans la deuxième moitié du VIIIe siècle avant notre ère. Ce premier temple périptèral à Éphèse est le plus ancien exemple de temple périptèral sur la côte d'Asie Mineure, et peut-être le plus ancien temple de style grec entouré de colonnades.
Au VIIe siècle avant notre ère, une inondation,[réf. incomplète] détruit le temple et dépose plus d'un demi-mètre de sable sur le site. Bammer note que, bien que le site soit inondable et ait été rehaussé de près de deux mètres entre les VIIIe et VIe siècles av. J.-C., et de 2,4 m entre le VIe et IVe siècles av. J.-C., le site a été retenu, ce qui signifie selon lui « que le maintien de l'identité de l'emplacement réel joue un rôle important dans l'organisation sacrée » (Bammer 1990:144). Selon Pline l'Ancien, le site a en revanche été sélectionné pour son caractère marécageux, comme précaution contre les tremblements de terre, et non en raison de l'ancienneté de la pratique cultuelle sur le site,[réf. incomplète].

### Temple archaïque
Le nouveau temple périptère, construit en marbre, avec une double rangée de colonnes laissant la place pour un large passage cérémoniel autour de la cella, a été conçu et construit autour de -560/-550 par les architectes crétois Chersiphron et son fils Métagénès. Une nouvelle statue cultuelle en ébène est sculptée par Endoios, la précédente ayant été probablement détruite dans l'inondation, et un naïskos pour l'abriter est érigé à l'est de l'autel en plein air. Cette reconstruction a été financée par Crésus, le riche roi de Lydie.
Le temple a attiré de nombreux marchands, rois, et curieux, ainsi que de nombreux fidèles du culte d'Artémis dont beaucoup ont rendu hommage sous forme de bijoux et de diverses marchandises. On y a retrouvé ce qui pourraient être les plus anciennes pièces en électrum (alliage or-argent) ainsi que de nombreux autres objets de valeur. Ce temple était également très respecté comme lieu de refuge, une tradition liée au mythe des Amazones, qui se seraient réfugiées sur le site du temple face à Héraclès et Dionysos.

### Temple hellénistique

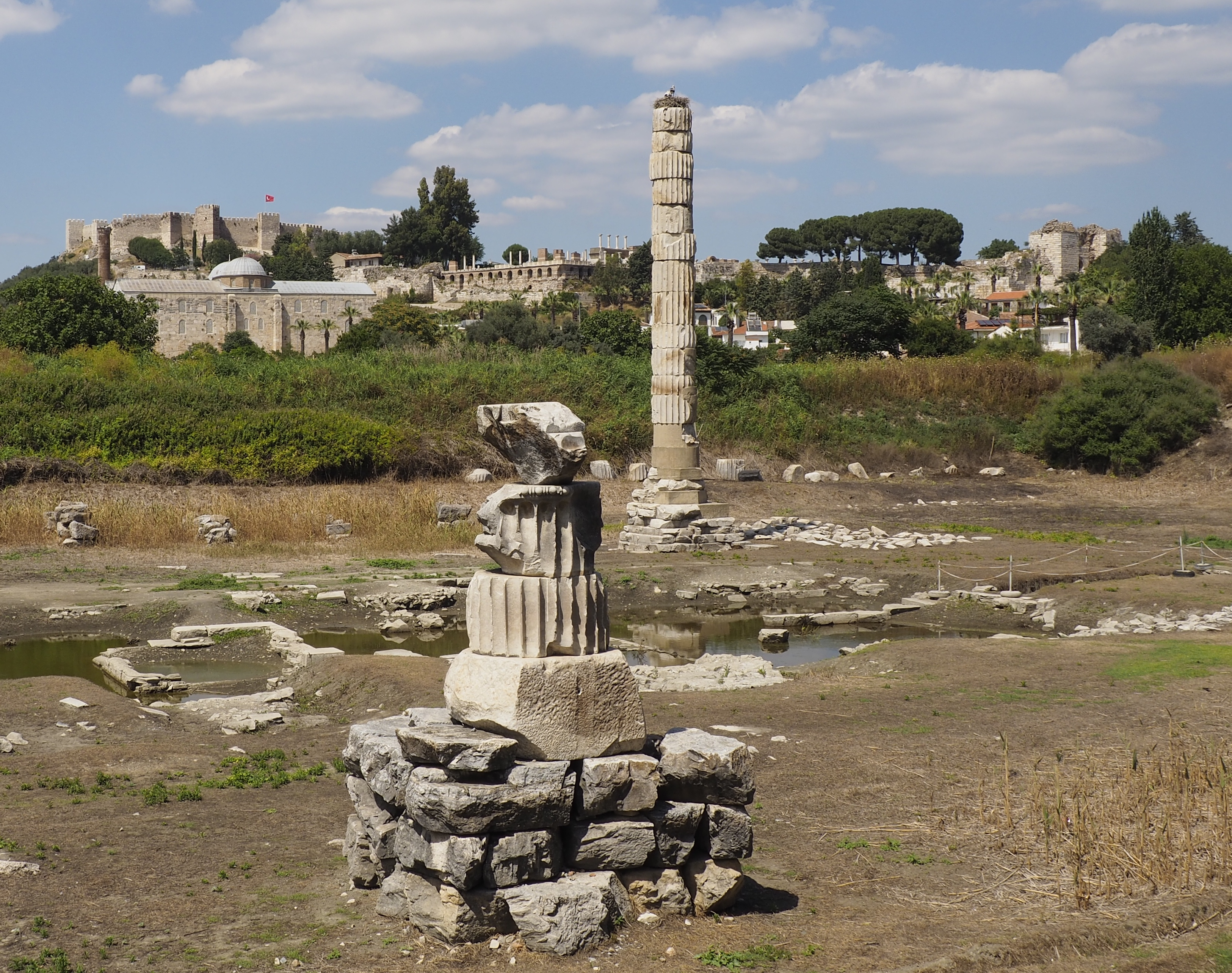
Ruines du temple.

Le temple fut incendié le 21 juillet 356 av. J.-C. par Érostrate, qui voulait ainsi se rendre célèbre. Apprenant le mobile de l'incendiaire qui avait détruit le temple qui faisait la fierté de tous les Grecs, les magistrats de la Cité le firent torturer et tuer. Il fut interdit que son nom soit prononcé sous peine de mort. Cet arrêt ne fut respecté que vingt-trois ans, jusqu'à l'arrivée d'Alexandre le Grand, qui proposa de financer la restauration du temple. Quand les Éphésiens apprirent la date de naissance de leur bienfaiteur — la même nuit que celle de l'incendie fatal — le nom d'Érostrate fut révélé. Craignant que le triomphe d'Alexandre ne fût de courte durée, les Éphésiens refusèrent diplomatiquement, expliquant qu'il n'était pas convenable à un dieu de dédier un temple à un autre. La reconstruction fut donc financée par plusieurs cités envers lesquelles l'Artémision faisait fonction de banque. Privé de certaines de ses œuvres d'art les plus célèbres par Néron, pillé par une expédition de Goths venus de la mer Noire vers 262, endommagé par des tremblements de terre, le temple fut définitivement fermé, comme les autres temples païens, par l'édit général de Théodose Ier en 391. Le temple est cité dans les Actes des Apôtres, notamment pour l'émeute qu'y déclencha la prédication de Paul de Tarse.
Il n'y a aucune preuve que le culte d’Artémis ait perduré après le passage des Goths ni d'une réparation du temple après 262 ou d'une seconde destruction . Si on sait que Constantin utilisa des pierres de l'empire pour fabriquer le palais impérial de Constantinople, rien ne permet d'affirmer une réutilisation des colonnes du temple d'Artémis. Le petit concile de 401 par les chrétiens ne concernait que l'Église déjà en place sur les lieux[réf. nécessaire].

### Redécouverte

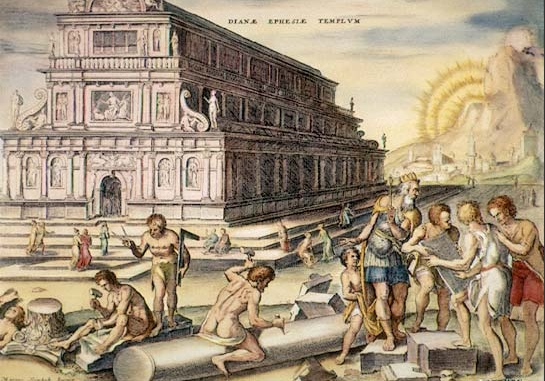
Le temple d'Artémis imaginé par Maarten van Heemskerck (1498-1574), dans un style contemporain de l'artiste.

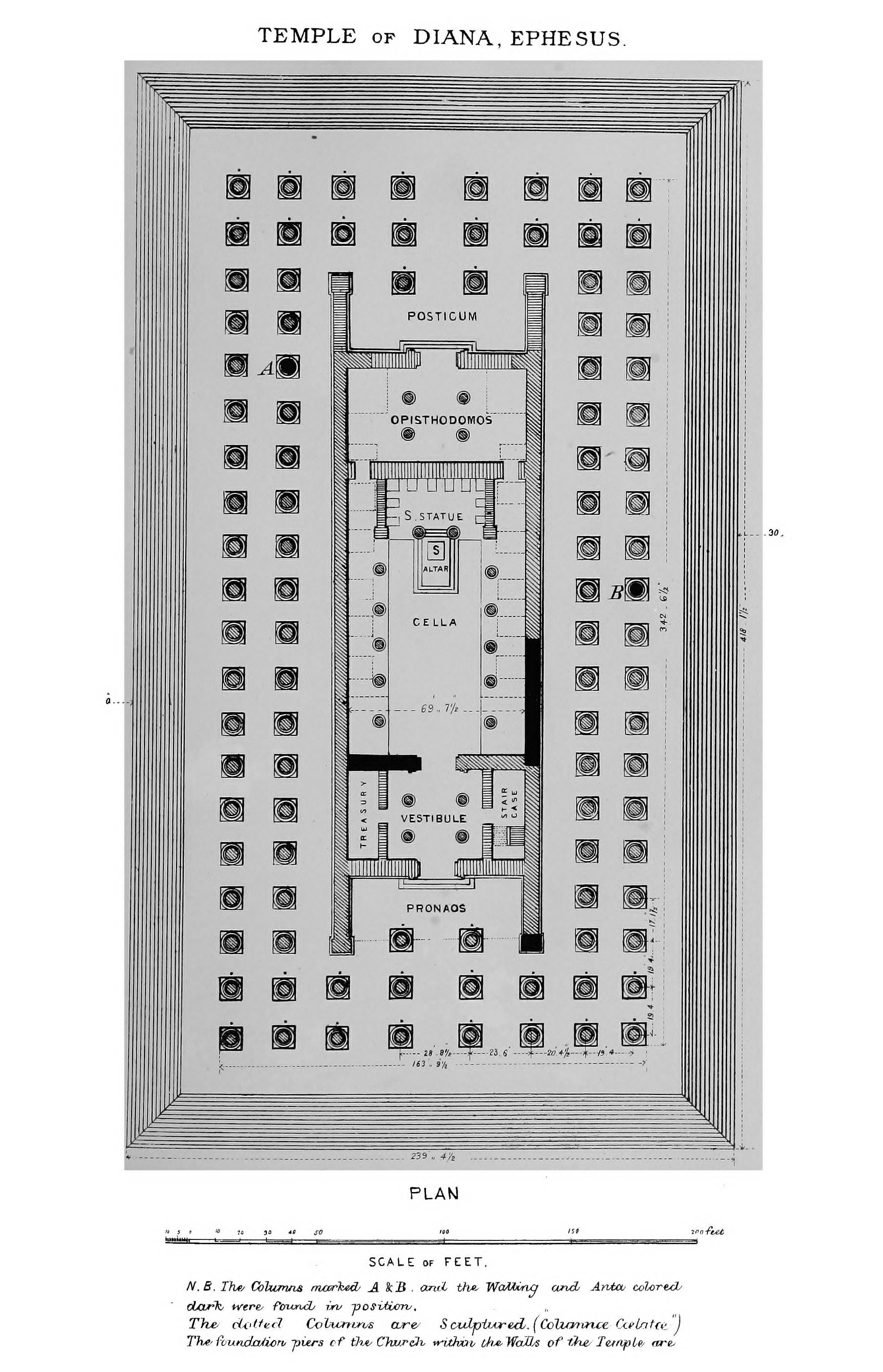
Plan du temple fait par John Turtle Wood en 1877 après la redécouverte et la fouille des ruines. La taille de la base fait 130 m sur 69 m. La hauteur des colonnes du temple est d'environ 18 m,.

Après six années de patientes recherches, le site du temple a été redécouvert en 1869 par une expédition commanditée par le British Museum, et conduite par John Turtle Wood. Bien que plusieurs artéfacts et sculptures aient été retrouvés, il ne reste aujourd'hui qu'une unique colonne du temple proprement dit.
Un voyageur britannique, Edward Falkener (en), séjourna en Asie Mineure en 1844-1845 et passa deux semaines à Éphèse. Il y fit un relevé de toutes les ruines qu'il y vit, tentant de reconstituer un plan de la ville. Il publia ses hypothèses en 1862. Il avait identifié (avec raison) les ruines dans la vallée entre le mont Pion et le mont Coressus comme celles de la porte de Magnésie. Il avait alors subodoré (assez justement) que le temple devait se trouver dans l'alignement de la porte.
L'architecte et ingénieur anglais John Turtle Wood avait été chargé en 1858 par l'Empire ottoman de la construction des gares du chemin de fer de Smyrne à Aydın. Sur place, il se passionna pour la recherche du temple d'Artémis à Éphèse. Il n'avait aucune qualification spécifique, à part son enthousiasme. En 1863, il avait obtenu que l'ambassadeur britannique à Constantinople négociât un firman l'autorisant à entreprendre des fouilles, mais aussi à exporter toutes les antiquités qu'il trouverait. En Turquie depuis 1858, Wood n'avait pas lu le livre de Falkener, mais il avait émis une hypothèse assez semblable : réussir à identifier un monument pour conjecturer ensuite la position du temple. Il considéra aussi, en tant qu'architecte, que Chersiphron avait dû choisir un plateau peu élevé, comme celui se trouvant à l'ouest de la ville pour y installer son bâtiment. Au printemps 1863, il engagea cinq ouvriers qui venaient d'être licenciés de son chantier de chemin de fer pour vérifier ses hypothèses. Il continua cependant à résider à Smyrne plutôt que sur place. Aussi, il devait faire le trajet aller-retour tous les jours. Il avait une heure et demie de marche entre son logement et la gare puis trois heures et demie de train pour couvrir les quatre-vingts kilomètres de Smyrne à Ayasoluk. Il creusait avec ses hommes pendant cinq à six heures, les plus chaudes de la journée, avant d'entamer le voyage du retour. En juin, ses ouvriers refusèrent de poursuivre les fouilles pendant l'été. Il ne réussit pas à les convaincre. Le travail reprit en septembre. Il avait alors loué un appartement à Ayasoluk, dans un tel état de délabrement qu'il n'eut pas à payer de loyer. Il explora les abords du Grand Gymnase, que sa source principale Richard Chandler considérait comme le temple. Il creusa aussi au niveau du port antique. Il semble qu'il ait creusé un peu au hasard. Il mit seulement quelques inscriptions au jour. Il avait ainsi creusé à ses frais soixante-quinze trous assez profonds sur le plateau au sud-ouest d'Ayasoluk.
Au début de 1864, il se tourna vers le British Museum à qui il écrivit pour demander 100 £ de financement. Sa lettre reçut un accueil favorable : Charles Newton, le conservateur du département des Antiquités grecques et romaines au British Museum, avait découvert le mausolée d'Halicarnasse dans des conditions un peu similaires alors qu'il était vice-consul de Grande-Bretagne à Lesbos. Il ne vit donc pas d'un mauvais œil cette démarche. De plus, qu'un agent du British Museum découvrît une seconde Merveille du Monde n'était pas pour déplaire à ses directeurs.
Wood obtint son financement. Comme le travail avait repris sur la voie ferrée, il était retourné à Smyrne et ne pouvait se rendre sur le chantier tous les jours. Il avait engagé un contremaître qui supervisait une quarantaine d'ouvriers. Ils dégagèrent l'odéon sous plus de dix mètres de terre. De très nombreuses inscriptions furent mises au jour. Cependant, cela ne convenait pas à Wood qui ne désirait que le temple. Il passa ses soirées avec son épouse à reconstituer les puzzles des inscriptions, espérant y découvrir des indices. Il commença à devenir célèbre et les voyageurs inscrivaient son chantier de fouilles parmi les étapes de leur périple. Il fut même victime d'une tentative d'assassinat.
De 1866 à 1868, grâce à une nouvelle avance du British Museum, Wood fit fouiller la zone du théâtre. En 1868, ses découvertes furent embarquées sur le H.M.S Terrible. L'investissement du musée portait ses fruits. Cependant, les difficultés commencèrent à s'accumuler. À cause de la malaria, endémique dans les marais autour du site, la santé de Wood se détériora. Il retourna en Angleterre à l'été 1867. Il avait des problèmes pour recruter depuis qu'un de ses ouvriers avait été assassiné et tous les autres arrêtés le temps de l'enquête qui n'aboutit pas. Il fut victime de nouvelles tentatives d'assassinat. Les brigands s'en prirent à son chantier. Il tomba dans un de ses trous. Les paysans locaux protestèrent contre ces mêmes trous qui rendaient leurs terres impropres à la culture et ils demandèrent une augmentation des compensations financières. La demande la plus élevée fut de 50 £ que Wood réussit à ramener à 3 £. Enfin, ses estampages d'inscriptions furent attaqués par des souris.
La campagne de 1867 sur le théâtre avait cependant mis au jour une inscription concernant les statuettes d'or et d'argent données au temple par le riche Romain C. Vibius Salutaris. Elle décrivait les statuettes et leur itinéraire depuis la ville jusqu'au temple par la porte de Magnésie. Utiliser cette porte pour retrouver le temple avait été l'idée de Falkener. Toute la saison 1868 fut consacrée au dégagement de la route. Après une quarantaine de mètres, il parvint à un embranchement. Wood continua à dégager les deux branches vers Magnésie et vers Ayasoluk. Là, au bout de 150 mètres, il découvrit la stoa que Philostrate d'Athènes disait mesurer 1 stade (600 pieds). Fin mai, à court d'argent, il suspendit le chantier et retourna en Angleterre.
Le British Museum lui renouvela sa confiance et son financement. La campagne 1869 progressa de près d'un kilomètre en direction d'Ayasoluk. Des tombes furent mises au jour. Au pied de la colline d'Ayasoluk, une route large de quinze mètres et bordée de sarcophages de marbre blanc fut dégagée. Les fouilles durent s'interrompre car les paysans refusèrent que leurs champs d'orge, presque mûrs, soient touchés. Wood décida de s'attaquer à une oliveraie, mais son firman était arrivé à expiration. Il fit un rapide aller-retour à Constantinople et réussit à le renouveler. Lorsque ses ouvriers creusèrent entre les oliviers, ils dégagèrent un épais mur de pierres très massives portant des inscriptions latines et grecques témoignant de sa construction par l'empereur Auguste en l'an 6. Cependant, ils refusèrent de creuser plus avant sans être payés et les fonds de Wood étaient épuisés. Il obtint une rallonge du British Museum qui précisa que ce serait la dernière si le temple n'était pas découvert.
Wood découvrit finalement les restes du temple le 31 décembre 1869, six mètres sous la surface. Il dégagea d'abord le pavement en marbre, puis les fondations du temple archaïque. Il publia un premier compte-rendu de ses découvertes en 1877. D. G. Hogarth et A. E. Henderson ouvrirent une nouvelle campagne de fouilles en 1905-1905. Ils purent dégager les restes de trois temples antérieurs qu'ils nommèrent A, B et C, le temple de Crésus prenant la lettre D. Le site est fouillé depuis 1965 par l'Institut d'archéologie de Vienne.

## Temples
La principale source antique sur l'Artémision est Pline l'Ancien, dont le récit est confus et ne distingue pas vraiment les temples archaïque et hellénistique,. Selon lui, le temple mesure 225 pieds sur 425 et compte 127 colonnes de 60 pieds de haut ; 36 d'entre elles sont sculptées en relief (columnæ cælatæ), dont l'une par Scopas. Malheureusement, on ignore la mesure du pied auquel Pline se réfère ; le nombre impair de colonnes est également une source d'interrogation. Vitruve décrit quant à lui un temple diptère, c'est-à-dire entouré d'une double rangée de colonnes, avec huit colonnes sur chacun des petits côtés. Enfin, Philon de Byzance indique que le temple se trouve sur un podium de 10 marches,[source insuffisante].

### Sculptures du temple archaïque
Trente-six colonnes historiées auraient supporté le temple.
Seuls quelques fragments de frise ont survécu de l'abondante décoration en relief qui ornait à la fois les tambours inférieurs de colonnes et le parapet. Le sujet du décor des colonnes semble avoir été une procession : certains des personnages, représentés en marche, semblent porter un panier ou une autre offrande. Les fragments montrent également du bétail et des chevaux. Le décor sculpté du parapet avait probablement plusieurs sujets différents : une procession de chars et de chevaux, un combat d'hommes en armes, des Amazones, des animaux, etc.. En l'état, les fragments permettent seulement de dire que les sculptures s'inscrivaient dans le style du centre et du nord de l'Ionie : forme de la tête, contours doux du visage, narines et lèvres charnues, léger sourire.

### Sculptures du temple postérieur

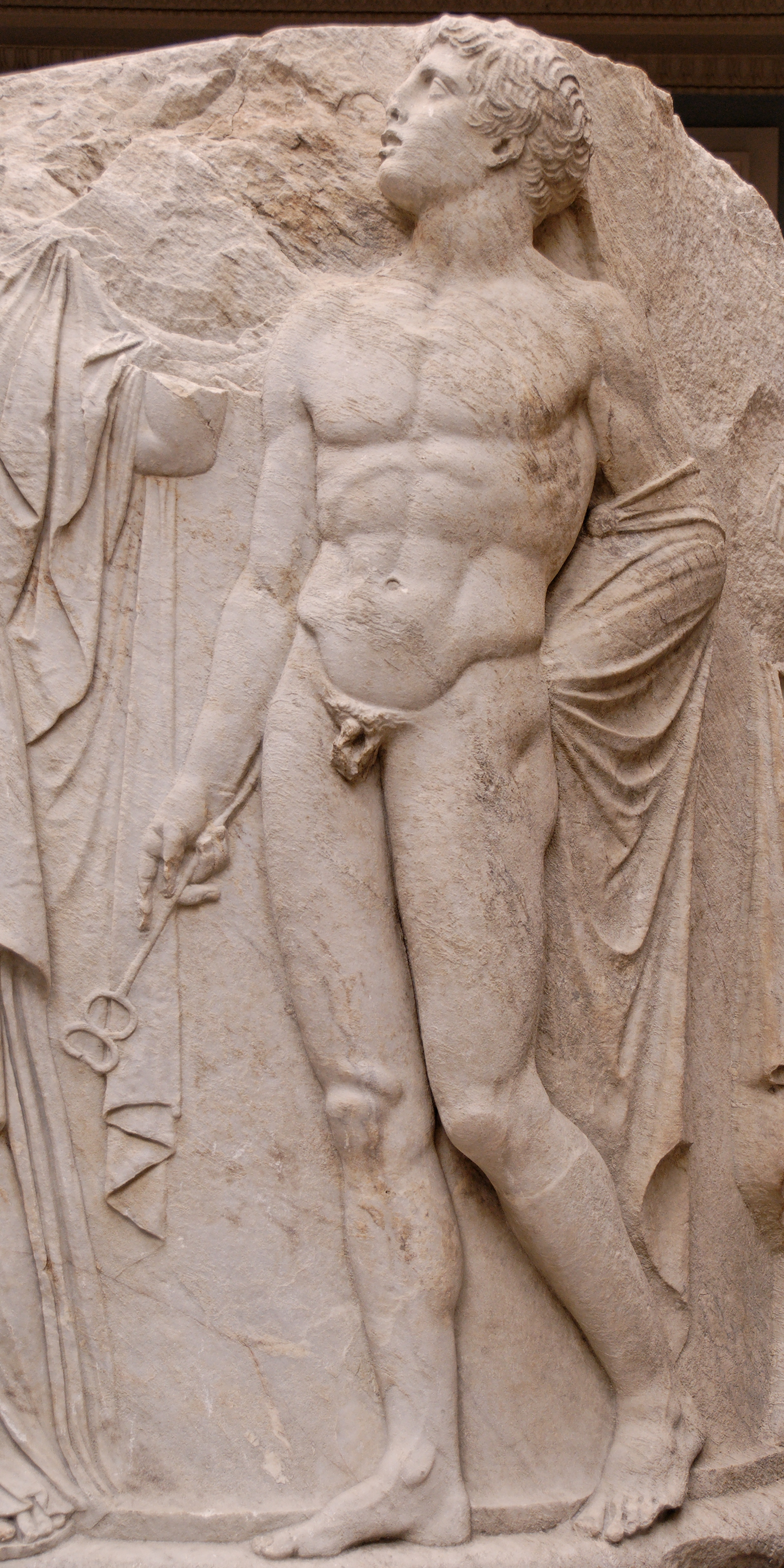
Hermès tenant le caducée, colonne sculptée de l'Artémision, British Museum.

Plusieurs des colonnes sculptées du temple postérieur ont été retrouvées ; elles sont actuellement conservées au British Museum.
Seule l'une d'entre elles est en bon état. Elle représente un jeune homme nu ailé qui, si ce n'était son épée, pourrait être un Éros. Un autre jeune homme nu, portant un manteau sur le bras, est facilement reconnu comme Hermès grâce au caducée qu'il tient dans la main droite. Les deux jeunes gens sont entourés de femmes portant le péplos ; un personnage masculin très mutilé est représenté assis et porte des sandales au dessin élaboré.
Son sujet n'a pas été identifié avec certitude : une représentation d'Héraclès devant Éaque, un concours de Muses, qui seraient collectivement incarnées par le jeune homme ailé, ou encore un épisode du mythe de Pandore. L'hypothèse la plus plausible est une représentation du mythe d'Alceste, qui se proposa pour mourir à la place de son mari Admète. Le jeune homme ailé serait donc Thanatos, personnification de la mort, qu'Euripide met en scène dans le prologue de sa tragédie Alceste : Thanatos arrive armé d'une épée avec laquelle il coupera une mèche de cheveux d'Alceste, de même que l'officiant d'un sacrifice coupe une touffe de poils sur la tête de l'animal qu'il va immoler. Ici, Thanatos confierait à Hermès, dans son rôle de psychopompe (conducteur des âmes), l'âme d'Alceste ; l'une des femmes, debout et tenant une couronne nuptiale, serait Perséphone ; la figure masculine assise serait Hadès sur son trône.

## Dans la culture populaire
- Dans la bande dessinée Le Trésor de Crésus (1995) de Don Rosa, Picsou et ses neveux reconstituent le temple d'Artémis.
- Le temps d'Artémis est une des merveilles du jeu de société 7Wonders et 7Wonders Duel
- Le temple d'Artémis peut être construit comme merveille mondiale dans plusieurs opus de la franchise de jeux-vidéo Civilization (Civilization III, Civilization IV, Civilization V et Civilization VI).